# غيرد هاغمان
غيرد هاغمان (بالسويدية: Gerd Hagman)‏‏ (4 يوليو 1919 في ستوكهولم - 30 نوفمبر 2011 ) ممثلة من السويد.

## روابط خارجية
- غيرد هاغمان على موقع IMDb (الإنجليزية)
- غيرد هاغمان على موقع قاعدة بيانات الأفلام السويدية (السويدية)
- غيرد هاغمان على موقع قاعدة بيانات الفيلم (الإنجليزية)